# Ganga (bogini)

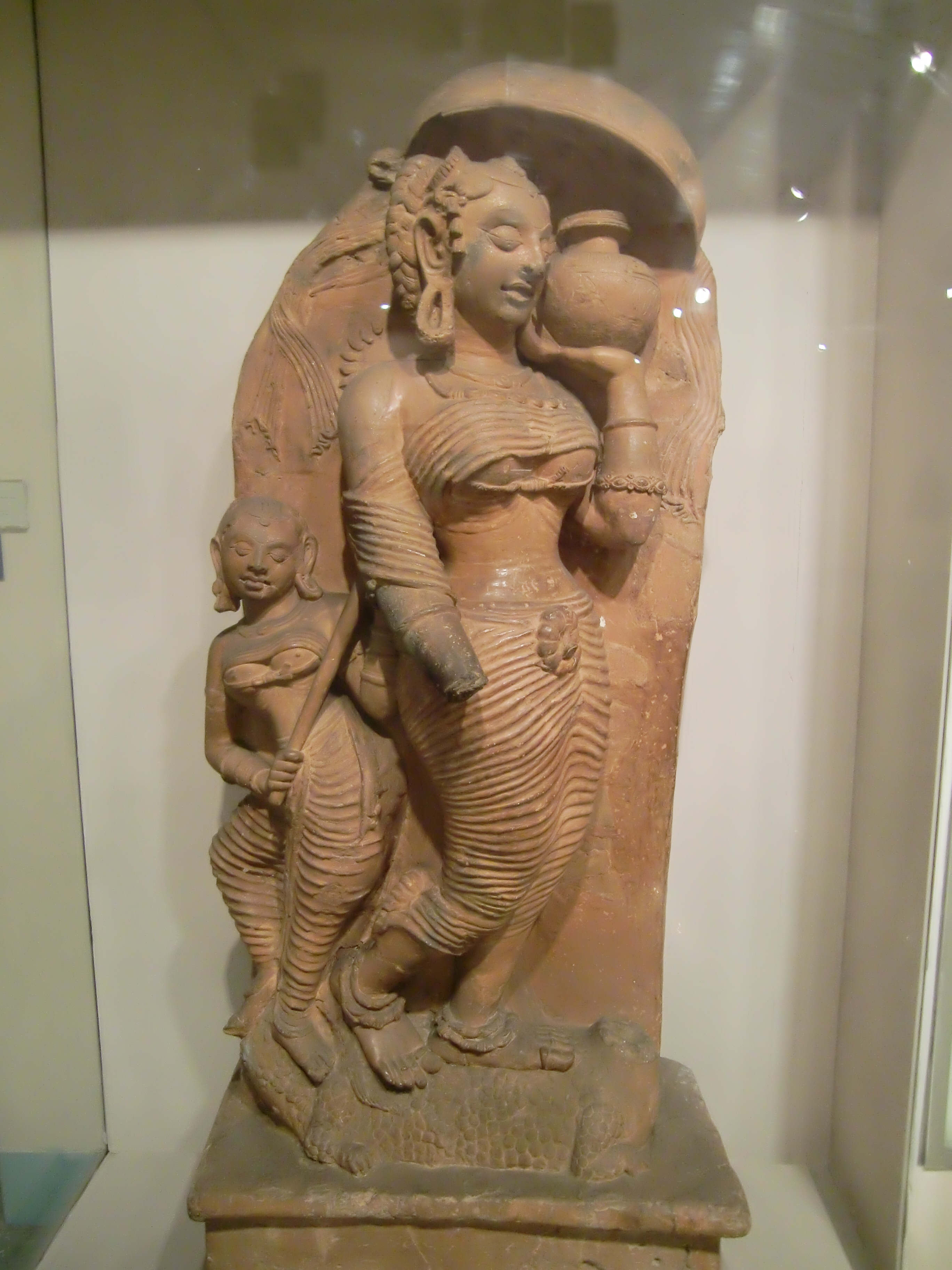
Bogini Ganga

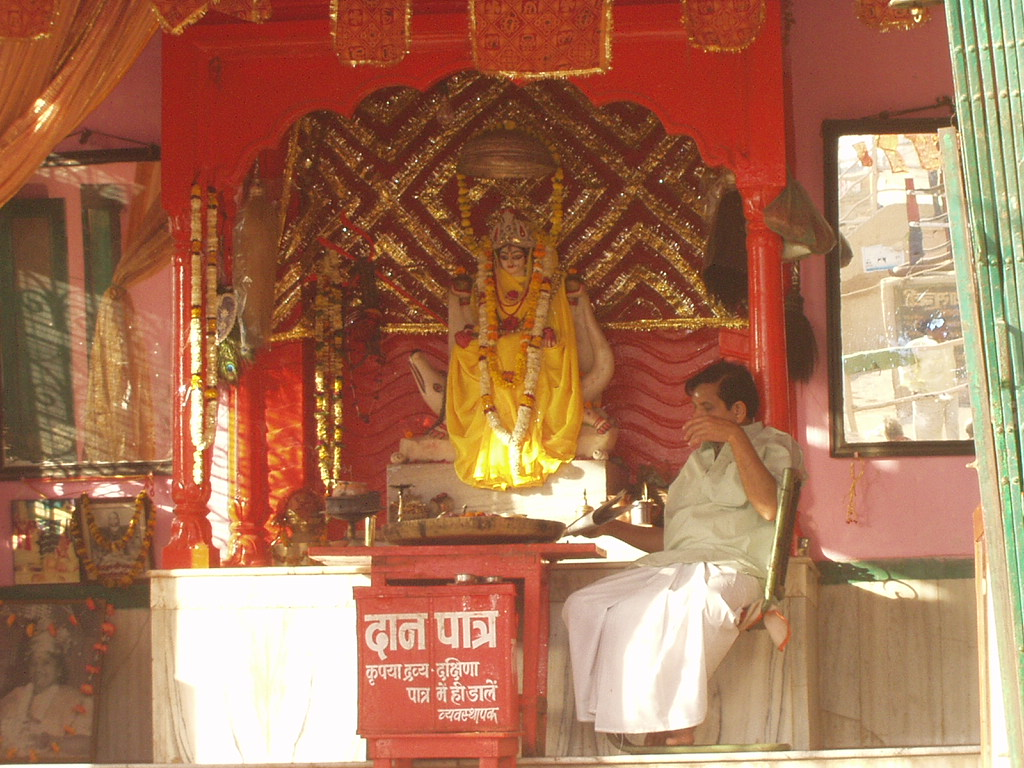
Kaplica bogini Gangi

Ganga – bogini uosabiająca rzekę Ganges. Zstąpiła z nieba, a Śiwa, aby złagodzić impet jej upadku, pozwolił bogini wylądować na swych splecionych włosach. Śiwa rozdzielił Gangę na siedem rzek (Ganges i jego dopływy), aby mogła przybyć na Ziemię, nie wyrządzając szkód w postaci katastrofalnych powodzi. Ganga ma moc oczyszczania kąpiących się w jej wodach; wrzuca się do niej również prochy zmarłych. Jako bogini często przedstawiana jest na swym wierzchowcu, makarze, potworze morskim.